# Ziad Takieddine
Ziad Takieddine (en arabe : زياد تقي الدين), né le 14 juin 1950 à Baakline, village druze du Mont-Liban, est un homme d'affaires franco-libanais, jouant le rôle d'intermédiaire dans des contrats internationaux, notamment pour l'industrie de l'armement.
Son nom a souvent été mêlé à des affaires politico-financières. À l'été 2011, il est au centre de révélations du journal en ligne Mediapart le reliant à plusieurs dossiers impliquant plusieurs responsables ministériels français, notamment l'affaire Sarkozy-Kadhafi. En juin 2020 il est condamné dans le volet financier de l'affaire Karachi à 5 ans de prison ferme avec mandat de dépôt. Fin 2020, il est cependant en cavale.

## Biographie
Il est, en 1994, avec son compatriote Abdelrahman El-Assir, mandaté au dernier moment par la France pour mener à bien les négociations pour deux importantes ventes d'armes : l'opération Sawari II avec l'Arabie saoudite portant sur la livraison de frégates et le contrat Agosta portant sur la vente de sous-marins au Pakistan pour 5,4 milliards de francs.
Ses relations avec Claude Guéant débutent en 2003 concernant le projet de vente d'un système de surveillance des frontières de l'Arabie saoudite. Le contrat dit « Miksa » soutenu par le ministre de l'Intérieur Nicolas Sarkozy (alors que c'est une affaire devant relever du ministère des Affaires étrangères) prévoit une commission de 350 millions d'euros à l'intermédiaire libanais, qui est bloquée in extremis, début 2004 par le président Jacques Chirac craignant alors un possible financement politique occulte de son rival.
Il est le principal entremetteur, en lien avec Claude Guéant, de la négociation de contrats en lien avec l'entourage de Nicolas Sarkozy avec le régime libyen de 2005 à 2007 puis avec le régime syrien.
Sa grande proximité avec des dirigeants politiques et certains de ses soutiens dans le monde des médias et des affaires est illustrée quand Thierry Gaubert et Jean-François Copé, alors ministre délégué auprès de Nicolas Sarkozy, ministre de l'Intérieur, ont organisé l'hospitalisation et le rapatriement d'urgence de Ziad Takieddine, victime d'un accident dans l'archipel des Grenadines en avril 2004, pendant les négociations du contrat « Miksa », qui aurait été une tentative d'assassinat où la responsabilité d'Alexandre Djouhri, considéré comme un « rival » de Takieddine et un ami proche de Dominique de Villepin, a été évoquée. Évacué d'urgence à la Barbade, il note dans une synthèse des événements : « à la demande de Jean-François Copé, un médecin français […] est arrivé après cette intervention chirurgicale qui m'a sauvé ».
En juin 2020, il est condamné dans le volet financier de l'affaire Karachi à 5 ans de prison ferme avec mandat de dépôt. Il s'enfuit alors au Liban, pays dont il a la nationalité et qui n'extrade pas ses ressortissants.

## Affaires

### Gemplus
Le 19 décembre 2002, Marc Lassus, ancien président fondateur de Gemplus démissionne du conseil d'administration, de même que son allié Ziad Takieddine. Cette annonce intervient juste avant un vote de l'assemblée générale extraordinaire du groupe. La direction demande la révocation des deux administrateurs accusant Marc Lassus de ne pouvoir débourser un prêt de 78 millions d'euros accordé par la société, et accuse Takieddine d'avoir critiqué des décisions prises au sein du Conseil.

### Isola 2000
Ancien publicitaire de l'agence Young & Rubicam au Moyen-Orient, Ziad Takieddine reprend au début des années 1980 la gestion de la station de sports d'hiver Isola 2000. Il y avait fait la connaissance entre autres de François Léotard, qui deviendra ministre de la Défense en 1993, alors que le contrat Sawari traînait en longueur depuis quatre ans, parce que les Saoudiens, justement, voulaient un « contrat propre ». C'est alors que Ziad Takieddine est devenu leur conseiller.

### Karachi
Dans l'affaire Karachi, Ziad Takieddine est accusé d'avoir joué l'entremetteur entre la classe politique française et le Pakistan pour assurer la vente de sous-marins français (Classe Agosta, fabriqués par la DCN à Cherbourg). Celui-ci aurait été imposé dans les négociations à la dernière minute, et aurait empoché une somme d'argent anormalement élevée pour son rôle d'intermédiaire. En 2010, l'homme d'affaires riposte, accuse le camp Chirac et porte plainte pour tentative d'assassinat.
En 1995, Bernard Cheynel, intermédiaire en armement et proche de la Première ministre pakistanaise Benazir Bhutto informe le sénateur et trésorier du RPR Jacques Oudin de possibles malversations visant à financer la campagne d'Édouard Balladur grâce à un système de rétrocommissions sur le contrat de vente de sous-marins dans lequel Ziad Takieddine est intermédiaire.
Signé le 21 septembre 1994, le contrat Agosta dessine selon le journaliste Guillaume Dasquié un « schéma de corruption [qui] profite en particulier à Asif Ali Zardari - époux de la Première ministre de l'époque Benazir Bhutto, avant de devenir plus tard président du Pakistan ».
Le 24 avril 2012, Ziad Takieddine doit désormais faire face à une nouvelle mise en examen : il est accusé de « blanchiment et recel d'abus de biens sociaux aggravés », dans l'enquête sur une possible corruption en marge de la présidentielle de 1995.
Le 3 septembre 2012, il porte plainte contre l'ex-Premier ministre Édouard Balladur devant la Cour de justice de la République pour complicité et recel d'abus de biens sociaux dans le cadre de cette affaire.
Dans son audition du 20 juin 2013 devant les juges Renaud Van Ruymbeke et Roger Le Loire, il reconnaît avoir financé la campagne d’Édouard Balladur de 1995 via des rétrocommissions issues des contrats d'armement avec l'Arabie saoudite et le Pakistan.
Le 31 décembre 2013, il est placé en détention provisoire pour violation de son contrôle judiciaire, après avoir été interpellé à Londres. Le 15 juin 2020 un mandat d'arrêt est délivré à son encontre après sa condamnation à 5 ans de prison ferme. Il est depuis en cavale.

### Contrat «Miksa»
Entre 1997 et 1998, il perçoit 91 millions d’euros pour la vente de frégates à l’Arabie saoudite, validée en novembre 1994 par Nicolas Sarkozy en tant que ministre du Budget.
Après avoir engagé un processus arbitral, fin 1996, il a pu ainsi obtenir, en trois versements, 130 millions de dollars sur le « compte secret » no 3585 ouvert à la banque de la Méditerranée à Beyrouth : 75 millions le 7 avril 1997, 25 millions le 31 décembre 1997 et 30 millions le 31 mai 1998. De ces sommes, 11 863 176 euros de « paiement secrets » échelonnés de 2003 à 2008, « avec des pointes autour de 4,5 millions en 2005 et 2006, années pré-électorales » selon Rue89.

### Libye
Après la levée de l'embargo militaire sur la Libye en 2004, Ziad Takieddine est devenu l'intermédiaire privilégié de la France pour négocier du matériel de guerre avec le régime de Mouammar Kadhafi. Avec Claude Guéant, directeur de cabinet de Nicolas Sarkozy au ministère de l'Intérieur, puis secrétaire général de l'Élysée, Ziad Takieddine est le pivot d'accords financiers entre la France et la Libye entre 2005 et 2007 selon les révélations de Mediapart. Grâce à l'appui du ministère français de l'Intérieur, il obtient en avril 2007 des commissions occultes sur un marché de matériel de chiffrement des communications.
Le 22 septembre, douze jours plus tard, Ziad Takieddine envoie ainsi une nouvelle à Claude Guéant, directeur de cabinet au ministère de l'Intérieur, au sujet de sa visite préparatoire où l'intermédiaire parle des possibles contrats relatifs à la « protection des frontières effectuée par le pôle de sécurité française dirigé par Sagem et le « refit » des Mirage, Sukhoï (170 en tout) », sujets normalement de la compétence du ministère de la Défense. Si ces contrats sont bloqués par la Présidence de la République, celui de 33 millions d’euros conclu en avril 2007 avec Amesys, une filiale de Bull, apporte à Ziad Takieddine 4,5 millions d’euros de commissions, que la loi française proscrit depuis 2000.
Sa proximité avec le régime libyen lui permet de négocier avec le journaliste du Journal du dimanche Laurent Valdiguié un entretien exclusif avec Mouammar Kadhafi, alors que la Libye est touchée par la guerre civile libyenne de 2011. Les conditions de cet entretien sont soumises à controverse, les douanes françaises ayant retrouvé plus de 1,5 million d'euros en liquide dans le jet privé de Ziad Takieddine qui ramenait le journaliste Laurent Valdiguié sur le sol français,.
C'est grâce à cette position d'entremetteur privilégié entre Paris et Tripoli qu'il reçoit 6,9 millions d'euros de la part de l'entreprise pétrolière française Total dans le cadre de la négociation d'un contrat gazier,.
En avril 2012, il affirme que le document publié par Mediapart concernant un possible financement de la campagne électorale de Sarkozy en 2007 par la Libye est « crédible ». Il s'agissait d'une note, signée par Moussa Koussa, alors chef des services secrets libyens, dans laquelle Tripoli promettait « 50 millions d'euros » à Sarkozy ; elle ne précise pas si ces fonds ont été versés. Le président Sarkozy et son entourage ont qualifié la note de « faux » et le site Mediapart d'« officine de la gauche ».
Le 15 novembre 2016, Mediapart titre à la une « Takieddine : « J’ai remis trois valises d’argent libyen à Guéant et Sarkozy » » et propose un entretien filmé que Takieddine a donné chez lui le 12 novembre à Paris (conduit par le journaliste indépendant Nicolas Vescovacci et une équipe de l’agence de presse télévisuelle Premières Lignes).
Dans l'affaire Sarkozy-Kadhafi, Thierry Gaubert, proche de Nicolas Sarkozy, aurait reçu le 8 février 2006 un virement de 440 000 euros d'un compte bancaire aux Bahamas de la sociéte off-shore Rossfield, qui serait la propriété de Ziad Takieddine, selon une enquête publiée par Mediapart en décembre 2019. L'argent aurait été viré le lendemain sur un compte non identifié. Selon Mediapart, la société Rossfield n’aurait été alimentée que par de l’argent libyen en 2006 pour un montant de 6 millions d’euros (3 millions en janvier 2006, un autre virement en mai 2006 et deux autres virements en novembre 2006).
Ziad Takieddine a été écroué deux semaines fin octobre 2020 au Liban avant la publication de son interview par Paris Match et BFM TV. La procédure à l'origine de son incarcération a été initié par un cabinet d’avocats proche des Républicains et de Nicolas Sarkozy.
Le 11 novembre 2020, lors d'une interview par Paris Match et BFM TV en présence d'un photographe de l'agence Bestimage, Ziad Takieddine serait revenu sur ses accusations contre Nicolas Sarkozy d'un présumé financement libyen de sa campagne présidentielle de 2007. Interrogé par des juges français venus l’entendre le 14 janvier 2021, il fait état d'une manipulation et continue d'incriminer l’ancien président « Je ne peux pas confirmer qu’il n’y a pas eu de financement. Cela a pu être fait par d’autres moyens que par moi, ce qui est certainement le cas », assure alors l’homme d’affaires franco-libanais.
Le 5 juin 2021, Michèle Marchand, patronne de BestImage est placée en garde à vue, puis mis en examen avec quatre autres personnes pour « subornation de témoin » et « association de malfaiteurs » dans le cadre de l'obtention de ces supposées rétractations,.
En 2022, un expert en informatique mandaté par la justice retrouve des messages effacés de Mimi Marchand, pointant vers Nicolas Sarkozy et montrant, selon Fabrice Arfi, Karl Laske et Antton Rouget  que cette dernière « a supervisé de bout en bout l’opération qui a conduit à la fausse rétractation de Ziad Takieddine dans l’affaire libyenne. Dans ces échanges, elle affirme aussi rendre compte en temps réel à Nicolas Sarkozy, surnommé « Zébulon » ». En échange de sa rétractation, Ziad Takieddine et plusieurs intermédiaires auraient perçu un total d'au moins 608 000 euros selon les enquêteurs.

### Carlos Ghosn
En juin 2019, L'Express révèle que Takieddine et Carlos Ghosn, actuellement soupçonné d'abus de biens sociaux et d'abus de confiance aggravé, partagent la même adresse à Paris.

## Relations avec des personnalités politiques françaises
Selon les photos et documents publiés par Mediapart et l'interview diffusée sur France Inter, Ziad Takkiedine est un ami proche de personnalités politiques liées à Nicolas Sarkozy : l’ancien ministre de l’Intérieur Brice Hortefeux, l'ancien conseiller de Nicolas Sarkozy mêlé au scandale du 1 % logement Thierry Gaubert, le secrétaire général de l’UMP et ex-ministre du Budget Jean-François Copé et Dominique Desseigne, propriétaire du restaurant le Fouquet's,. Après la victoire de la droite en 2002, il organise une fête le 27 juin 2002 rassemblant les anciens partisans d'Édouard Balladur en 1995 dont Renaud Donnedieu de Vabres, ex-ministre aux Affaires européennes et futur ministre de la Culture ; Jean-François Copé, secrétaire d’État aux relations avec le Parlement ; Brice Hortefeux, alors membre du cabinet du ministre de l’Intérieur, Nicolas Sarkozy ; Christian Estrosi alors député; Thierry Gaubert et Étienne Mougeotte, alors vice-président de TF1.
Les documents obtenus par Mediapart font apparaître à la date du 7 avril 2004, un « avoir de la famille Copé » de 19 050 euros dans les comptes de l’intermédiaire, au moment où Ziad Takieddine s’emploie à décrocher des marchés d’État au ministère de l’Intérieur, alors dirigé par Sarkozy, dont le contrat « Miksa » de protection des frontières de l’Arabie saoudite, suivi en direct par Brice Hortefeux et Claude Guéant, en relation étroite avec Ziad Takieddine. Pour améliorer son image, une interview au Figaro, qualifiée de « remarquablement menée par M. Mougeotte » selon Ziad Takieddine, présente Bachar el-Assad sous un jour favorable alors que sont négociés des contrats militaires et pétroliers.
Le 27 mars 2012, Ziad Takieddine annonce sur BFM TV qu'il votera François Hollande à l'élection présidentielle de 2012.

## Affaire de la non-imposition
Résident fiscal français, il contrevient selon Mediapart à l'obligation de déclarer son patrimoine et dissimule ses biens au point de ne pas être imposable. Il cache les commissions perçues sur les ventes d'armes à l'Arabie saoudite, les 91 millions d'euros encaissés sur le contrat des frégates Sawari 2 en 1997 et 1998 étant répartis sur plusieurs comptes offshore, déconnectés de ses comptes bancaires officiels. Il ne déclare qu'un salaire versé par une société libanaise qu'il contrôle de 347 000 euros en 2002, de 150 443 euros en 2007. Étant déjà imposé au Liban, il n'acquitte aucun impôt en France. Sa déclaration de patrimoine signée le 23 octobre 2008 dans le cadre d'une demande de prêt bancaire évalue pourtant ses biens à 97,2 millions d'euros, dont plus de 40 millions localisés en France. Le porte-parole du PS Benoît Hamon demande alors à la ministre du Budget, Valérie Pécresse, des « éclaircissements » sur cette situation, alors que le président socialiste de la commission des finances de l'Assemblée Jérôme Cahuzac annonce vouloir exercer son « pouvoir de contrôle ». Le député Olivier Dussopt interroge également la ministre du Budget par une question écrite.